# 카스 (맥주)

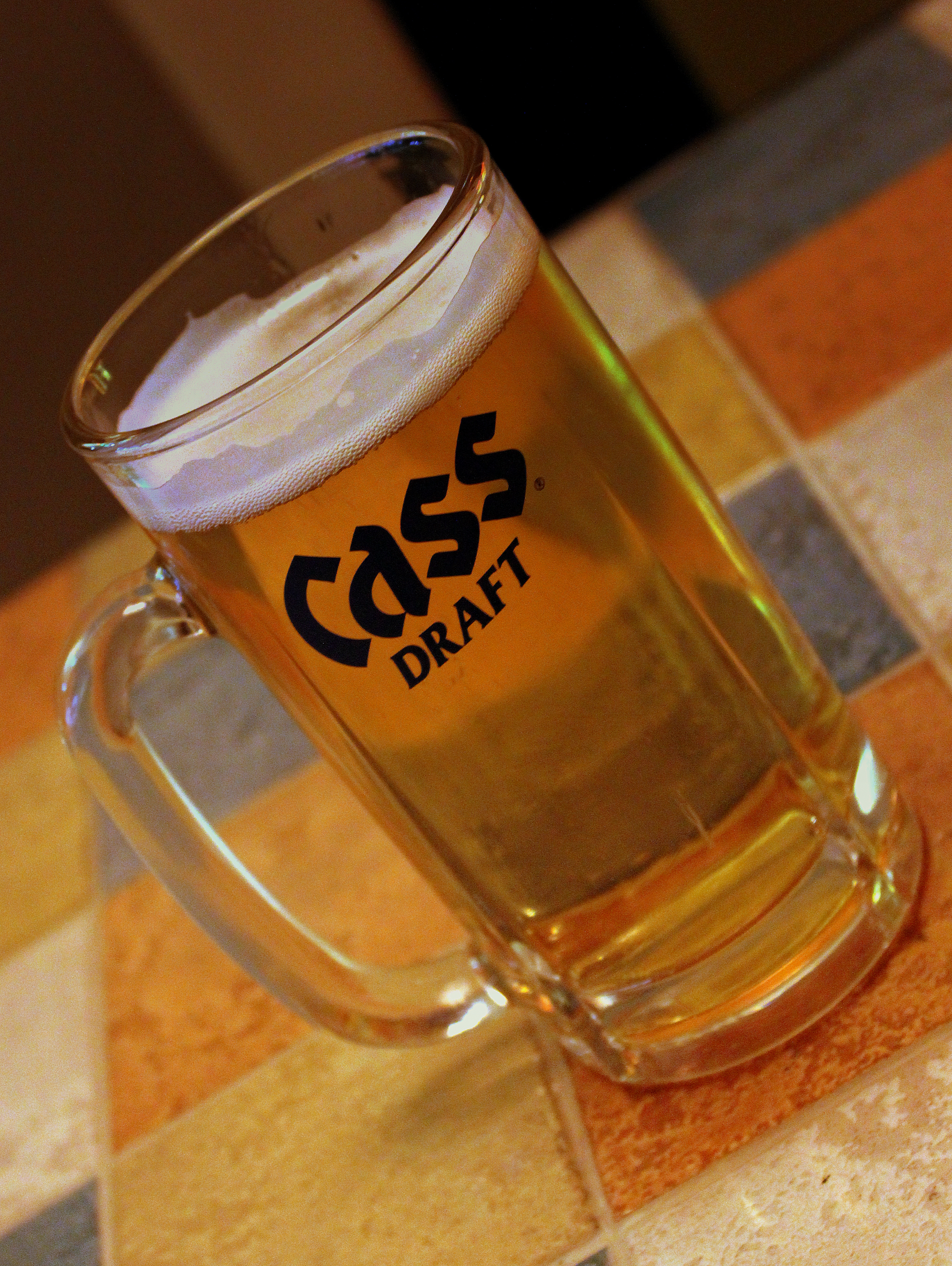
카스

카스(Cass)는 1994년 6월부터 진로그룹이 제조 및 판매를 시작한 맥주 브랜드이다. 1995년에는 카스가 세계맥주챔피언쉽 한국 최초로 은메달을 수상하였다. 원래 진로쿠어스맥주에서 만들었으나, 이 회사의 모체 진로그룹이 1997년 부도를 겪은 뒤 1999년 12월 8일 OB 맥주에 인수되어 카스맥주(주)로 상호명이 변경되었고, 이 회사가 2001년 3월부로 OB 맥주에 합병된 뒤 현재는 OB 맥주에서 생산하고 있다.

## 제품
현재 판매
- 카스 프레시 콜드 브루드 (영업용 호프,Can 250ml,355ml,500ml 병 330ml,500ml,640ml 페트병 1.0L,1.6L) (도수 4.5%)
- 카스 라이트 (Can 355ml,500ml 병 330ml 페트병 1.0L,1.6L) (도수 4.0%)
- 카스 제로 (Can 330ml, 355ml) (도수 0.0%)
- 카스 화이트 (Can 330ml, 375ml) (도수 4.5%)
- 카스 레몬스퀴즈 (Can 355ml, 500ml) (도수 4.5%)
  - 카스 레몬스퀴즈 제로 (Can 355ml) (도수 0.0%)

단종
- 카스 후레쉬 (영업용 호프,Can 250ml,355ml,500ml 병 330ml,500ml,640ml 페트병 1.0L,1.6L) (도수 4.5%)(단종)

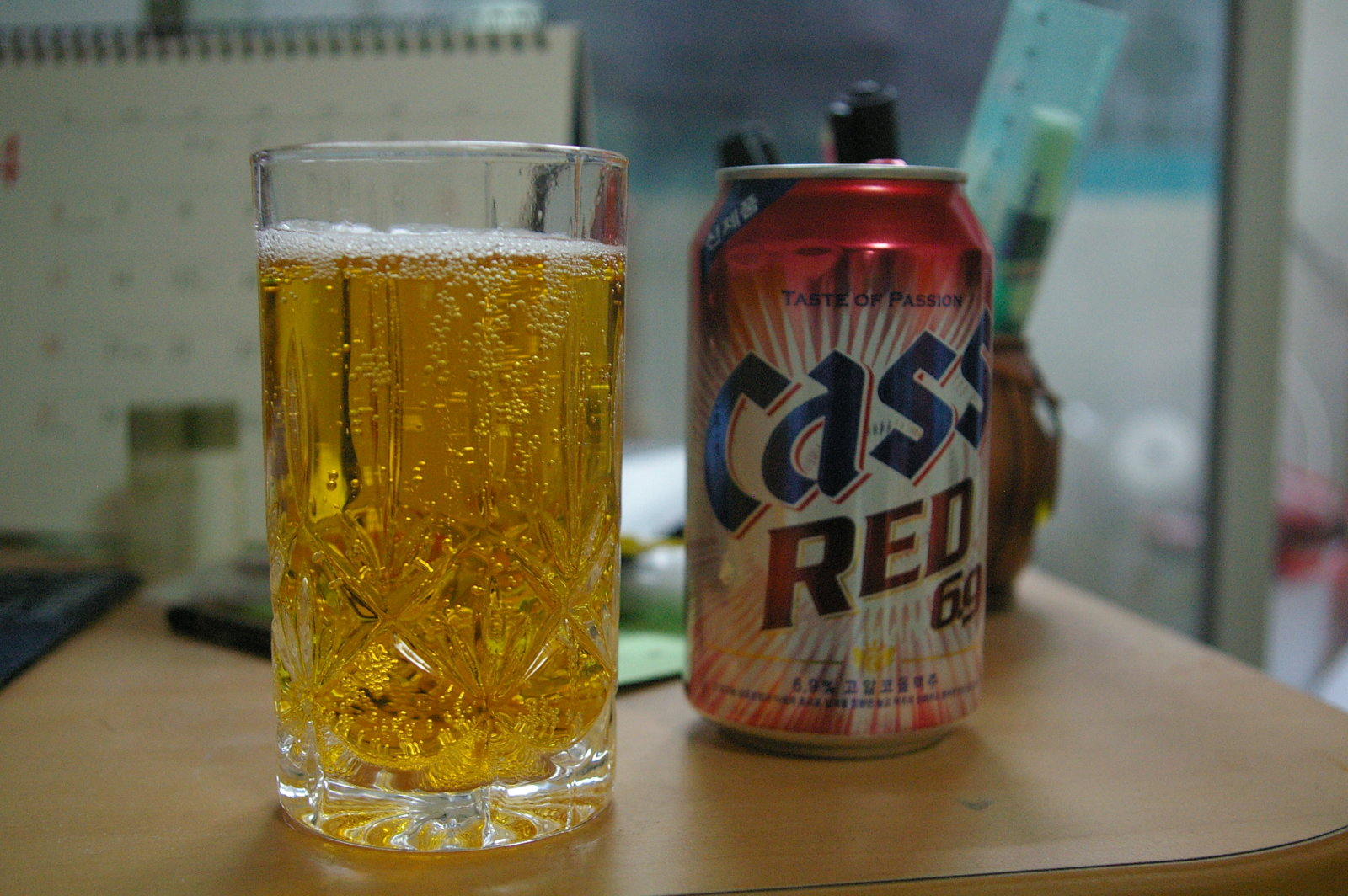
카스 레드

- 카스 레드 (Can 355ml 페트병 1.6L) (도수 6.9%) (단종)

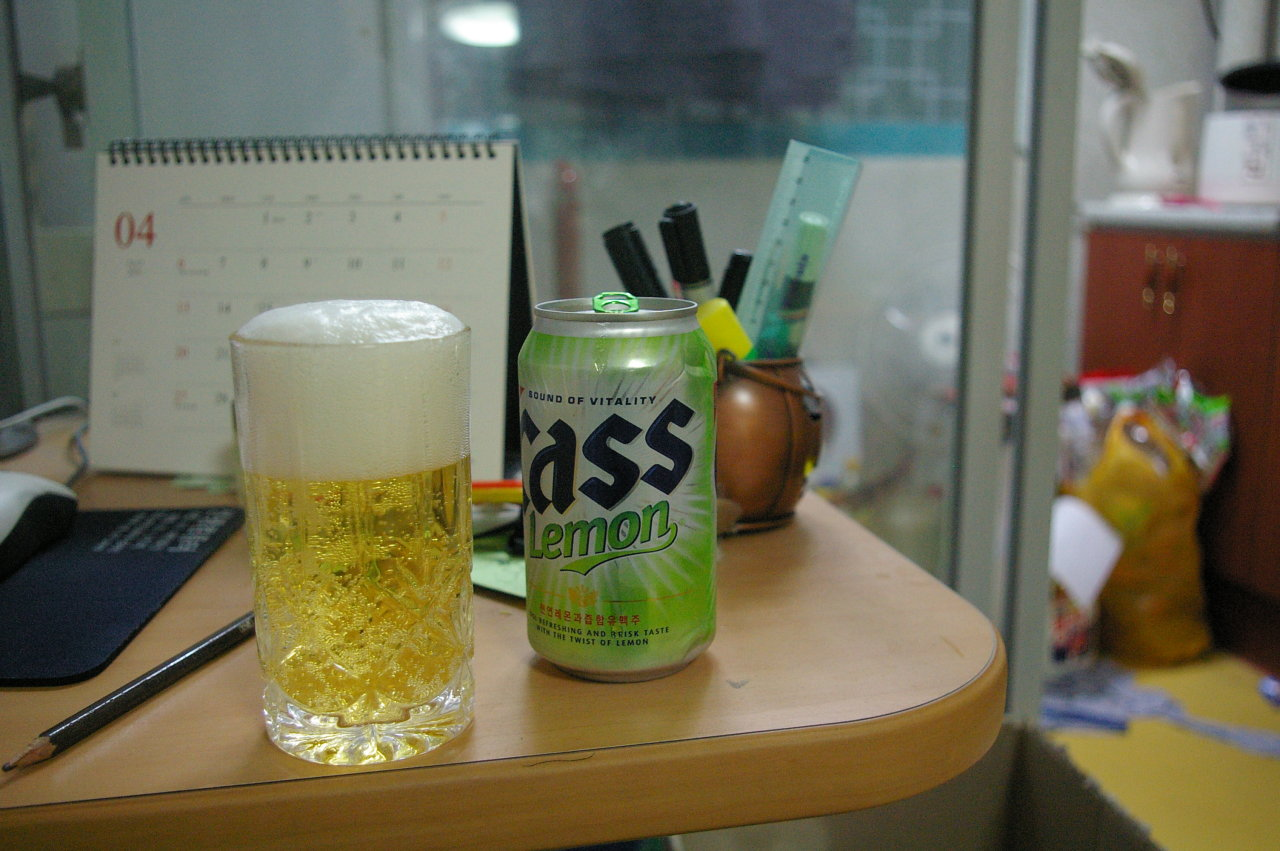
카스 레몬

- 카스 레몬 (Can 355ml 병 330ml 페트병 1.6L) (도수 3.9%) (단종)
- 카스 2X (병 330ml Can 355ml 6팩 병,캔) (도수 2.9%) (단종)
- 카스 비츠 (병 330ml) (도수 5.8%)[3](단종)

## 병 디자인
2017년 젊고 역동적인 이미지를 패키지에 구현한다는 취지로 카스 후레쉬의 330ml, 500ml 병 디자인을 변경하였다. 이는 1994년 카스 출시 이래 최초이다. 새로운 디자인의 병은 병의 어깨 위치에 CASS 로고를 양각으로 새기고 병의 몸통 부분을 안으로 살짝 굴곡지게 V자 형태로 제작했다. 또한 몸통 부분의 굴곡과 정확히 일치되게 V모양의 라벨을 붙였다. 기존의 밋밋한 병 대비 역동적인 이미지를 담으려는 의도로 보인다. 카스가 갈색병인 이유는 온도에 취약한 맥주, 그래서 빛을 막기 위해 갈색병으로 디자인된다. 2021년 3월부터는 갈색병을 대신을 한 투명병으로 출시하게 되었다.

## 카스 블루 플레이그라운드
2015년부터 매년에 열린 뮤직페스티벌 카스 블루 플레이그라운드(Cass Blue Playground, 이하 CBP)는

## 브랜드 슬로건
- 열을 가하지 않아 맛이 살아있는 맥주 (1994년)
- 신선해서 맛있다 (1994년)
- 비열처리 맥주(1995년)
- 남자맥주 (1995년~1996년)
- 소리까지 시원하다 (1997년~1998년)
- 시원한 한국을 다시 만듭시다(1998년)
- 살아 가는 맛 살아 있는 맛 (1998년)
- 살아있는 맛 카스후레쉬 (1999년)
- 맛있게 살아있다 (1999년)
- 톡! 내가 살아있는 소리 (2000년~2007년)
- 톡! 하게 산다 (2008년~2009년)
- TOK!FEVER (2009년)
- 짜릿한 이 순간 (2010년)
- 맛있게 즐기고도 라이트 (2010년)
- 맛은 올리고 칼로리는 내리고 (2010년~2011년)
- 가슴속까지 카스(2010년)
- 짜릿하게 즐겨라 (2011년)
- 라이트에 끌린다 (2011년~2012년)
- 살아있는 이 순간 (2012년~2014년)
- 뺏길 수 없는 라이트 (2014년)
- READY FOR THE BLUE (2015년)
- 부딪쳐라 짜릿하게 (2015년~2018년)
- 뒤집어 버려 (2018년)
- 그건 니 생각이고 (2019년)
- 야쓰 YASS (2019년)
- JUST MADE (2019년)
- KEEP IT FRESH (2020년 광고캠페인)
- 백종원xCASS CHEER UP! (2020년 광고캠페인)
- 부딪쳐라 더 짜릿하게 (2020~2021)
- SSAC(싹)바뀐 올뉴카스 (2021)
- 오늘의 나,오늘의 카스(2021)
- 진짜가 되는 시간 (2021~)
- 그낭,있는 그대로 즐기는거야 (2021)
- 축하는 함께하면 배가 되는거야 (2021)

## 광고모델
- 조형기 (1994)
- 신은경 (1994)
- 권해효 (1994)
- 최민수 (1994~1997)
- 김혜수 (1997)
- 김태우,김지영 (1998)
- 송승헌 (1999)
- 조인성 (2006) - 카스 ICE 라이트
- 주진모 (2007) - 카스 레드
- 한예슬 (2008) - 카스 레몬
- 이민호 (2009)
- 산다라박 (2009)
- 제시카 고메즈 (2010)
- 2PM (2010~2011)
- 김수현 (2012)
- 이동욱,CL (2012) - 카스 라이트
- 유희열,이태임 (2014) - 카스 라이트
- 지창욱 (2014)
- 김준현 (2017,2019)
- 고든램지 (2017~2018)
- 차범근,안정환,조우종 (2018년 러시아 월드컵)
- 김진영 (2018) - 카스 미니캔
- 장기하와 얼굴들 (2019)
- MC토니&MC워니 (2019) - 톡! 라이브 그건 니 생각이고
- 손나은 (2019)
- 돈스파이크 (2020) - 집돼지 챌린지
- 백종원,양세형,양세찬 (2020) - 알짜 맥주 클라쓰
- 세훈&찬열(EXO-SC) (2020) - 카스프레시 콜드 브루드
- 백종원,양세형,정인선,심진화 (2020) - 포차720
- 엔조이커플,조재원 (2020) - 카톸방
- 곽윤기,영알남,딕헌터 (2020) - 본격 흥 개발 서비스 캇센터
- 백종원,파브리,심진화 (2021) - 백종원의 삼맥슈퍼
- 윤여정 (2021) - 올뉴카스